# الكدادرة (لحسينات)
الكدادرة هي إحدى مشيخات المملكة المغربية، تتبع جغرافيا لإقليم الصويرة وإداريًا للحسينات. يقدر عدد سكانها بـ 737 نسمة حسب الإحصاء الرسمي للسكان والسكنى لسنة 2004.